# Prangbung
Prangbung (nepalski: प्राङबुङ) – gaun wikas samiti we wschodniej części Nepalu w strefie Meći w dystrykcie Panchthar. Według nepalskiego spisu powszechnego z 2001 roku liczył on 830 gospodarstw domowych i 4585 mieszkańców (2272 kobiet i 2313 mężczyzn).